# اولیویه بودری
اولیویه بودری (انگلیسی: Olivier Baudry; ۱۲ ژوئن ۱۹۷۳ – ۱ اکتبر ۲۰۱۷) بازیکن فوتبال اهل فرانسه بود.
از باشگاه‌هایی که در آن بازی کرده‌است می‌توان به باشگاه فوتبال سن-اتین، باشگاه فوتبال لوزان-اسپورت، و باشگاه فوتبال سوشو اشاره کرد.
وی همچنین در تیم‌های ملی فوتبال زیر ۲۱ سال فرانسه و Brittany national football team بازی کرده‌است.